# Strobilanthes rufostrobilatus
Strobilanthes rufostrobilatus är en akantusväxtart som beskrevs av C. B. Cl.. Strobilanthes rufostrobilatus ingår i släktet Strobilanthes och familjen akantusväxter. Inga underarter finns listade i Catalogue of Life.